# Intel Atom
Intel Atom [ˈætəm] je řada procesorů s instrukční sadou x86 a x86-64 firmy Intel navržené s ohledem na snížení spotřeby a úspornost procesorů v porovnání s řadou procesorů Intel Core. Ve své době byl užíván v nastupujících produktech subnotebooků, hlavně netbooků, tabletů, hybridní tabletů, PDA, smartphonů či ultra-mobilní PC). Procesor byl vyráběn 45nm technologií. Spotřeba se pohybuje dle verze jádra mezi 0,65~2 W, 2~2,4 W s hyper-threadingem (HT) u jádra Silverthorne a 2,5 W, 4 W s HT u Diamondville.
Vývoj procesoru byl oznámen 18. dubna 2007 na INTEL DEVELOPER FORUM v Pekingu.
Atomy s jádrem Silverthorne byly puštěny do prodeje 2. dubna 2008, ty s jádrem Diamondville pak 3. června téhož roku. V prosinci 2009 pak Intel oznámil novou generaci procesorů Intel Atom N450 a D510 (takt 1,66 GHz) s ještě nižším odběrem než u předchozích modelů.
Procesory s jádrem Silverthorne jsou určeny pro nejmenší ultra-přenosná zařízení (UMPC), zatímco větší a o něco náročnější verze s jádrem Diamondville je designována například pro levné stolní počítače (v intelském žargonu nettopy, stolní varianty netbooků). Výrobcem byla ohlášena dostupnost Atomů Diamondville jak v  jednojádrové (single-core), tak i v dvoujádrové (dual-core) variantě.
Intel Atom se objevil např. v netboocích ASUS Eee PC, Acer Aspire One či MSI Wind, které byly ve své době populární.
Frekvence se pohybuje od 800 MHz do 2 GHz s 512 kiB L2 cache pamětí. Intel Smart Cache (L3 Cache) mu chybí.

## Přehled vlastností
| Silverthorne                    | Atom Z    | single-core (45 nm) | 0.65~2 W | Ne  | Ne  | Ne  | duben 2008    | Silverthorne může být součást platformy Centrino Atom (modely vyrobené do 3. kvartálu 2008 |
| Silverthorne                    | Atom Z    | single-core (45 nm) | 2~2.4 W  | Ano | Ne  | Ano | duben 2008    | Silverthorne může být součást platformy Centrino Atom (modely vyrobené do 3. kvartálu 2008 |
| Classmate PC / Netbook / Nettop |           |                     |          |     |     |     |               |                                                                                            |
| Diamondville                    | Atom N    | single-core (45 nm) | 2,5 W    | Ano | Ne  | Ne  | červen 2008   | Netbooky nebo levnější laptopy                                                             |
| Diamondville                    | Atom 200  | single-core (45 nm) | 4 W      | Ano | Ano | Ne  | červen 2008   | nettopy nebo levnější desktopy                                                             |
| Diamondville                    | Atom 300  | dual-core (45 nm)   | 8 W      | Ano | Ano | Ne  | září 2008     | nettopy nebo levnější desktopy                                                             |
| Pineview                        | Atom N4xx | single-core (45 nm) | 4 W      | Ano | Ano | Ne  | prosinec 2009 | Netbooky nebo levnější laptopy                                                             |
| Pineview                        | Atom N5xx | dual-core (45 nm)   | 8 W      | Ano | Ano | Ne  | prosinec 2009 | nettopy nebo levnější desktopy                                                             |